# Lignéville
Lignéville är en kommun i departementet Vosges i regionen Grand Est (tidigare regionen Lorraine) i nordöstra Frankrike. Kommunen ligger i kantonen Vittel som tillhör arrondissementet Neufchâteau. År 2022 hade Lignéville 300 invånare.

## Befolkningsutveckling
Antalet invånare i kommunen Lignéville
| Referens: INSEE |